# Percy Pilcher
Percy Sinclair Pilcher (Bath, 16 gennaio 1867 – 2 ottobre 1899) è stato un inventore britannico e pioniere dell'aviazione nonché il principale sperimentatore, nel suo paese, del volo senza motore alla fine del XIX secolo.
Stava progettando un volo con un aliante a motore, ma morì nello schianto di un altro aliante prima di poter tentare l'impresa. Il suo memoriale è in un campo di fronte alla Stanford Hall nel Leicestershire.

## Biografia
Percy Pilcher nacque a Bath nel 1867 e prestò servizio nella Royal Navy per sette anni dal 1880. Successivamente divenne apprendista presso i costruttori navali Randolph, Elder and Company, di Govan a Glasgow.

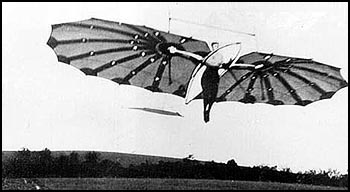
Il deltaplano The Hawk, 1897. Potrebbe essere mostrata la signorina Dorothy Pilcher, cugina di Percy che è stata rimorchiata in un volo.

Nel 1891 Pilcher iniziò a lavorare come assistente docente presso l'Università di Glasgow e si interessò sempre più all'aviazione. Costruì un deltaplano chiamato The Bat che volò per la prima volta nel 1895;
Nello stesso anno incontrò Otto Lilienthal, il massimo esperto di volo a vela in Germania. Queste discussioni portarono Pilcher a costruire altri due alianti, The Beetle e The Gull. Basandosi sul lavoro del suo mentore, Otto Lilienthal, nel 1897 costruì un aliante chiamato The Hawk con il quale batté il record mondiale di distanza quando volò per 250 metri presso la sede della Stanford Hall vicino a Lutterworth nel Leicestershire, in Inghilterra. Sua sorella, Ella Pilcher, venne coinvolta nel suo lavoro, cucendo le ali di tessuto dei suoi aerei e assistendo ai suoi esperimenti e voli di prova. Appare nelle foto scattate al momento dei voli pubblici di Pilcher.

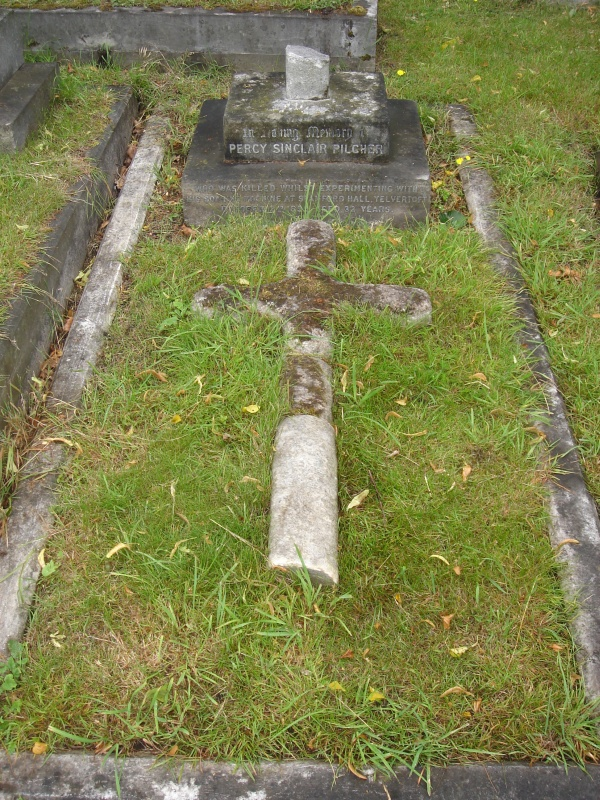
Monumento funebre, cimitero di Brompton, Londra

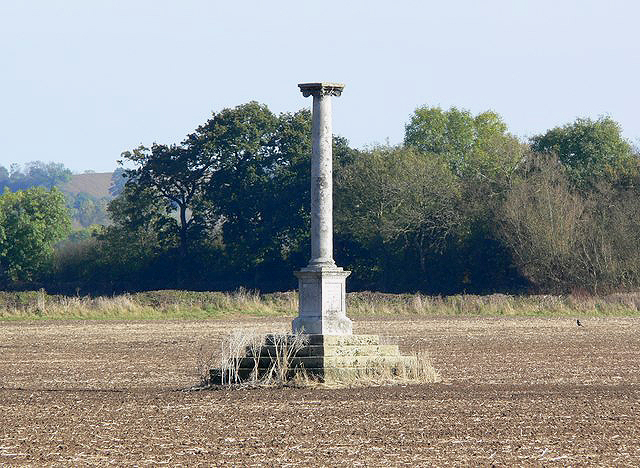
Monumento vicino a Stanford Hall nel punto in cui Pilcher si schiantò con il suo aliante

Pilcher prevedeva di effettuare voli a motore. Sviluppò un triplano che doveva includere un motore da 4 hp (3 kW); tuttavia, la costruzione del triplano lo costrinse a contrarre molti prestiti e aveva bisogno di una sponsorizzazione per completare il suo lavoro. Costituì una società con Walter Gordon Wilson, che in seguito sarebbe diventato un ingegnere automobilistico di successo e accreditato dalla Royal Commission on Awards to Inventors del 1919 come co-inventore del carro armato, insieme a Sir William Tritton.
Il 30 settembre 1899, dopo aver completato il suo triplano, aveva intenzione di mostrarlo a un gruppo di spettatori e potenziali sponsor in un campo vicino a Stanford Hall. Tuttavia, giorni prima l'albero motore del propulsore si era rotto e, per non deludere i suoi ospiti, decise di pilotare invece l'Hawk. Il tempo era tempestoso e piovoso, ma alle 4 di pomeriggio Pilcher decise che il tempo era abbastanza buono per volare. Durante il volo, si spezzò la coda dell'aliante e Pilcher precipitò a terra dall'altezza di 10 metri: morì due giorni dopo per le ferite riportate con il suo triplano che non aveva mai volato pubblicamente.
È sepolto nel cimitero di Brompton, a ovest di Londra.

## Eredità
Un monumento in pietra a lui dedicato si trova nel campo vicino alla Stanford Hall nel punto in cui si è schiantato, e una replica a grandezza naturale del suo aliante "The Hawk" è esposta alla Stanford Hall. L'originale Hawk è sopravvissuto ed è nelle collezioni del National Museums of Scotland.
Pilcher è uno dei pionieri dell'aviazione senza successo menzionati nella composizione di Marc Blitzstein The Airborne Symphony.
Nel 2011 è stato uno dei sette candidati inaugurali alla Scottish Engineering Hall of Fame.

## Rinnovo di interesse

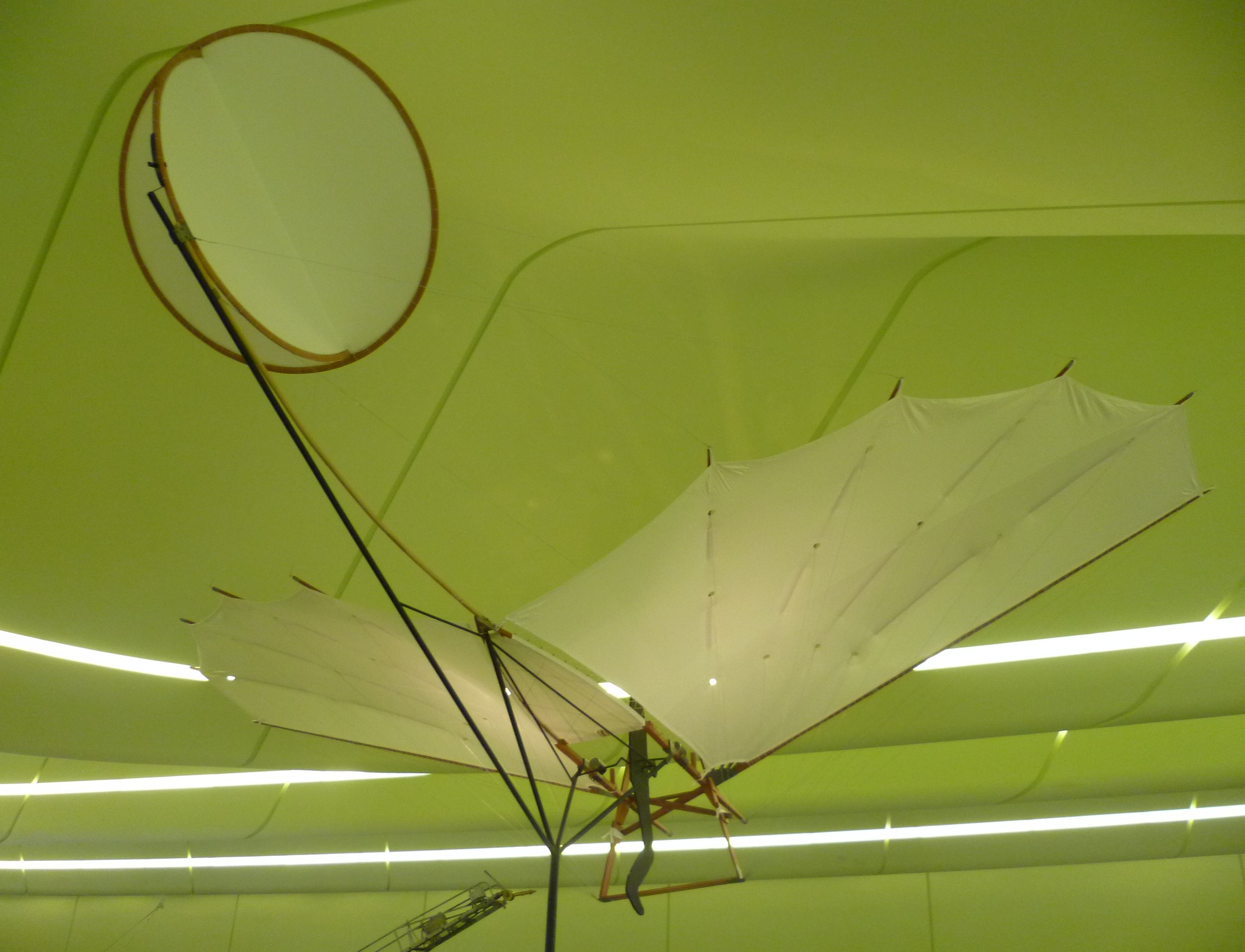
Replica del Bat nel Riverside Museum di Glasgow

I progetti di Pilcher furono persi per molti anni e anche il suo nome fu a lungo dimenticato, tranne che da pochi entusiasti. Quando si avvicinava il centenario del primo volo dei fratelli Wright, fu fatto un nuovo sforzo per ritrovare l'opera perduta e fu trovata una corrispondenza in una collezione privata statunitense. Da ciò è stato possibile discernere la direzione generale dei suoi progetti. Basandosi sul lavoro di Lilienthal, Pilcher capì come produrre portanza usando strutture alari, ma a quel tempo una descrizione matematica completa era lontana anni luce, quindi molti elementi erano ancora mancanti.
In particolare, Pilcher era bloccato nel tentativo di progettare un'ala che potesse sollevare il peso di un motore, l'aereo stesso e l'occupante; ogni aumento dell'area alare aumentava il peso così tanto che era necessaria una portanza maggiore, richiedendo un'ala più grande, un circolo vizioso apparentemente. La svolta di Pilcher, grazie alla corrispondenza con un altro pioniere, Octave Chanute, fu di impilare ali più piccole e più leggere una sull'altra in una disposizione che oggi conosciamo come biplano o triplano. Ciò permetteva alle ali di generare molta più portanza senza un corrispondente aumento di peso.
Nel 2003, uno sforzo di ricerca svolto presso la School of Aeronautics dell'Università di Cranfield, commissionato dalla serie televisiva BBC2 "Horizon", ha dimostrato che il progetto di Pilcher era più o meno realizzabile, e se fosse stato in grado di sviluppare il suo motore, forse sarebbe riuscito a essere il primo a pilotare un velivolo più pesante dell'aria con un certo grado di controllo.
Cranfield costruì una replica dell'aereo di Pilcher e aggiunse l'innovazione della deformazione delle ali dei fratelli Wright come supporto di sicurezza per il controllo del rollio. Il design originale di Pilcher non includeva controlli aerodinamici come alettoni o elevatore. Dopo un brevissimo volo di prova iniziale, pilotato dal progettista dell'aereo Bill Brookes, il velivolo ha raggiunto un volo sostenuto di 1 minuto e 25 secondi, rispetto ai 59 secondi del miglior volo dei fratelli Wright a Kitty Hawk. Ciò è stato ottenuto in condizioni di calma assoluta come misura di sicurezza aggiuntiva; i Wright, nel 1903, volarono con un vento di 32 kmh per ottenere una velocità sufficiente.
Un monumento a Percy Pilcher si trova presso l'Upper Austin Lodge a sud di Eynsford, nel Kent. Egli aveva volato regolarmente con il suo aliante Hawk da questa posizione.